# Slow Food

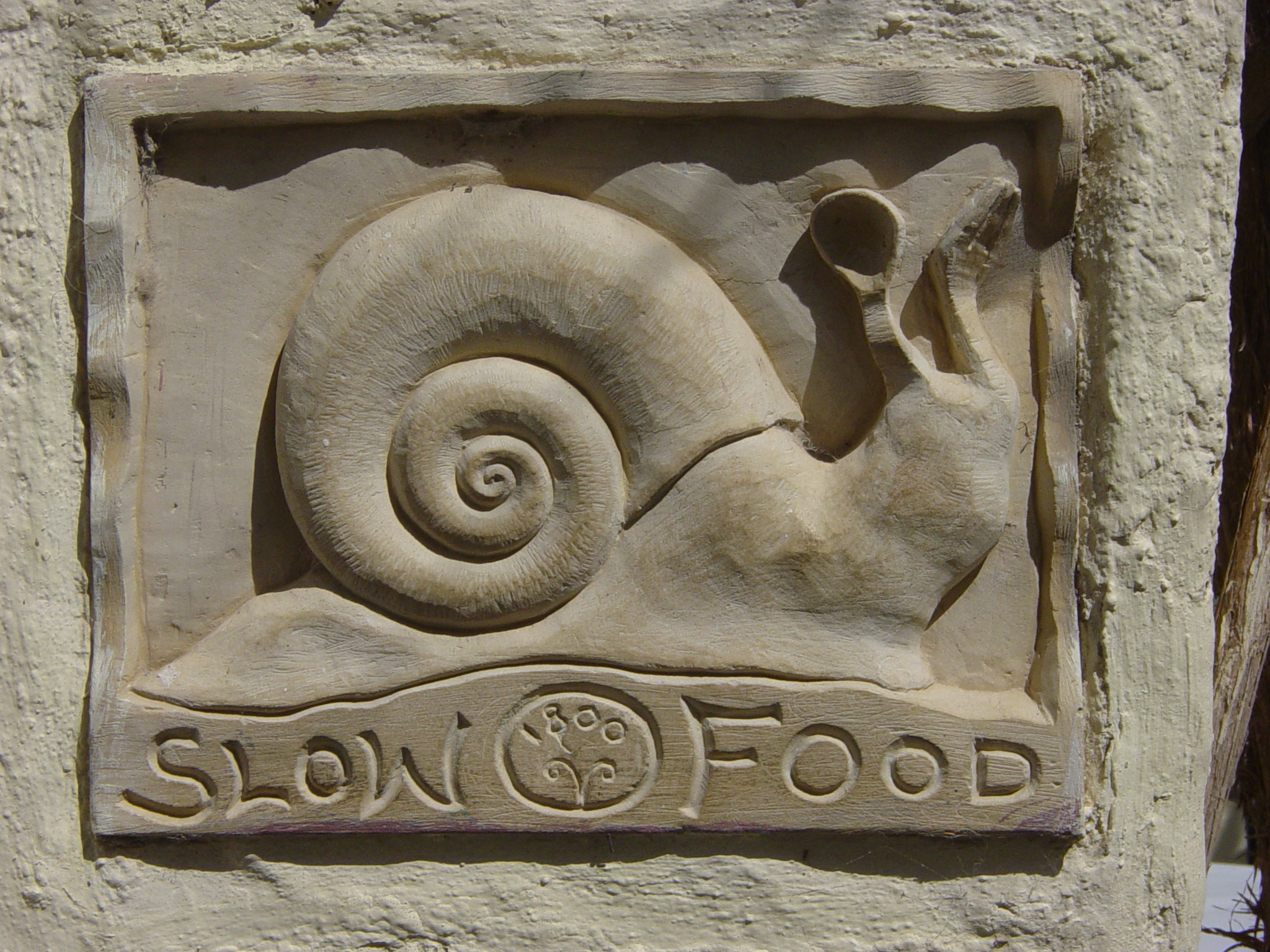
Označení restaurace na Santorini

Hnutí Slow Food založil Carlo Petrini v Itálii jako protiklad fast foodu. Cílem hnutí je naučit vážit si kultury stolu, chránit a vychutnávat místní produkty, které by mohly být odsouzeny k zániku na úkor mezinárodní standardizace potravinářských výrobků a rychle se rozvíjející “kultury” Fast Food. Hnutí prosazuje místní produkty, domácí odrůdy plodin a upozorňuje na dávno zapomenuté recepty. Hnutí se poté globálně rozšířilo a v současnosti disponuje více než 100 000 členy ve 132 zemích.
Na podobném principu fungují také tzv. Slow flowers

## Cíle Slow Food
1. Vytvoření specifické chuti jedné zeleniny pocházející ale z různých ekoregionů.
2. Každá Slow Food stanice má své vlastní "prezídium" k propagování hnutí nejširší veřejnosti.
3. Rekultivace a vytvoření semínkových výdejen pro zachování tzv. dědičné ovoce a zeleniny, jejíž výživa je na mnohem vyšší úrovni ve spolupráci s lokálním zemědělským sdružením.
4. Zachování a propagace místního, tradičního jídla společně s lidovými, kulturními zvyklostmi a tradicí.
5. Reorganizace k minoritnímu zpracování mléka, sýru a masa, aby docházelo k co nejmenším ztrátám.
6. Pořádání lokálních trhů se servírováním tradiční lokální kuchyně z jídla pěstovaného nejekologičtější a nezávadnou cestou.
7. Snaha o vylepšení chuťové citlivosti a rozpoznávání kvality jídla.
8. Vzdělání v oblasti škodlivosti populárních fast food řetězců.
9. Vzdělání o nevýhodách zemědělského velkoprůmyslu a továrnách na zpracování živočišných produktů.
10. Poučení o zachování zemědělské monokultury a pěstování geneticky upravovaných potravin.
11. Vytvoření politického tlaku na založení rodinných farem.
12. Prosazování organického farmaření ve shodě se zemědělskými standardy.
13. Vytváření pnutí na vládní podporu geneticky upravovaného zemědělství.
14. Vytváření pnutí proti pesticidům.
15. Zavedení programu pro pěstování do škol a věznic.
16. Podpora etického nakupování v lokálních obchodech a supermarketech.